# Bror Abelli
Bror Edvard Abelli, före 1906 Olsson, född den 26 juli 1880 i Borgsjö församling, Medelpad, död den 12 november 1962 i Överjärna, Södermanland, var en svensk regissör, skådespelare, sångare, författare och biografägare.

## Biografi
Föräldrar var lantbrukaren Olof Persson och Ingrid Kajsa Westberg. Han tog namnet Abelli 1906, då han startade firman AB Abelli Fabriker i Hudiksvall. Hösten 1908 flyttade han till Umeå, där han började arrangera filmvisningar i Ordenshusets lokaler under namnet Umeå Nya Biograf. Hösten 1909 lät Abelli på endast fyra veckor uppföra biografen Thalia – döpt såväl efter musan som efter Umeås första teater, invigd 1853 – på Kungsgatan 58 i centrala Umeå. De första månaderna trampade Abelli själv autopianot. Därefter kunde han anlita en pianist och senare även en violinist samt 1912 en hel orkester om åtta man.
I februari 1910 filmades de första rörliga bilderna i Umeå, från travtävlingar, och filmen visas snart på Thalia. Från hösten 1910 visades även film från Barnens Dags-firandet, som Abelli stött såväl ekonomiskt som i rollen som "BD-pappa". 
I januari 1911 invigdes en ny biograf med 180 sittplatser – den första i landet kallad Röda Kvarn – kombinerad med kafélokaler på Skolgatan 62 (vid nuvarande Vasaplan). Konstnären Otto Wretling bidrog med snickeri- och målningsarbeten. Abelli hyrde biografen på fem år och annonserade den som "Sveriges modernaste biograf". Redan 1913 flyttades dock verksamheten och namnet Röda Kvarn till Thalias nyrestaurerade lokaler. I det som därefter kom att kallas "Gamla Kvarn" anordnades möten, konserter och sedan Umeå Teaterhus brunnit ned även teater. 
Abelli bildade ett amatörteatersällskap och skrev själv revyer.

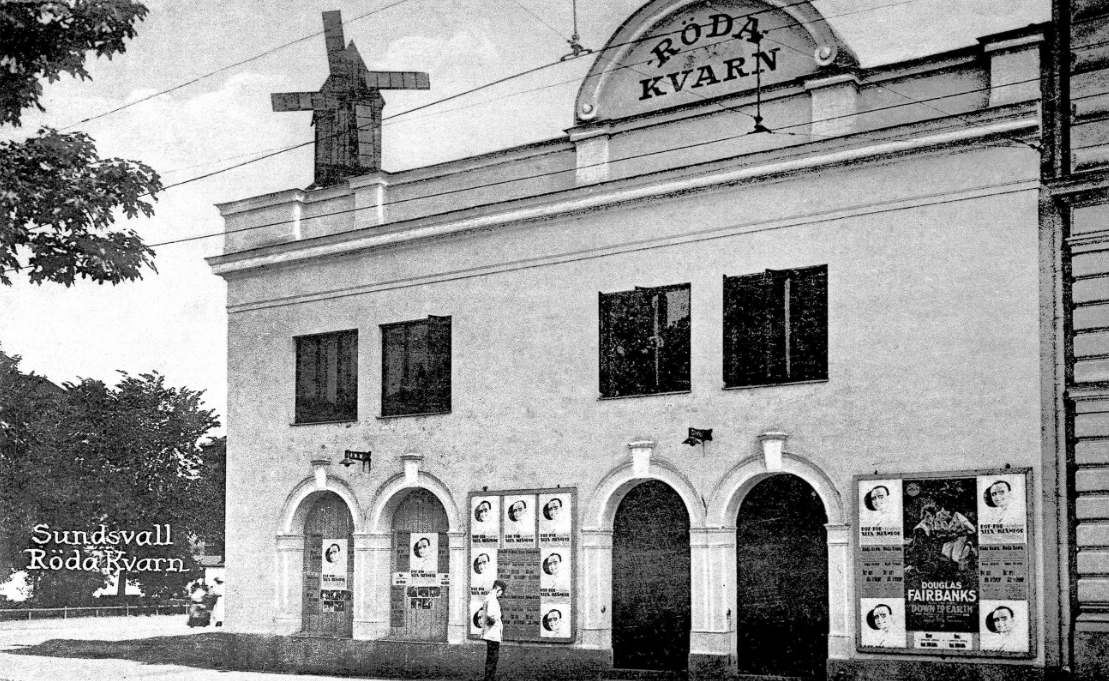
Biografen Röda Kvarn i Sundsvall.

Midsommarafton 1915 omkom Abellis yngsta barn i en drunkningsolycka. Flera nya biografer konkurrerade om filmpubliken och hösten 1916 avvecklade Abelli sina engagemang i Umeå och flyttade till Sundsvall. Där öppnade han 1918 biografen Röda Kvarn, som låg i hörnet av Östra Esplanaden och Sjögatan. Så småningom kom Abelli att äga eller driva ett tjugotal biografer från Kiruna i norr till Stockholm i söder. 
År 1922 flyttade Abelli till Stockholm, där han 1924 startade filmtidskriften Filmkuriren, som emellertid endast utkom med två nummer. Han startade även ett bolag för filmproduktion, vars första film Gamla gatans karneval – med bland andra Thor Modéen och Valdemar Dahlquist i rollerna – fick premiär i Gävle 1923. Han var en flitig debattör i film- och biograffrågor innan han på 1930-talet tappade intresset för film och biografer.

## Eftermäle
Till Bror Abellis minne är biografen på Västerbottens museum döpt till Bio Abelli. Vid invigningen 1970 visades Abelli-producerade Löjen och tårar från 1924.

## Filmografi
- 1923 – Janne Modig
- 1938 – Karriär
- 1941 – Fröken Kyrkråtta
- 1941 – Spökreportern
- 1943 – I mörkaste Småland
- 1946 – Hotell Kåkbrinken

### Regi och filmmanus
- 1923 – Janne Modig
- 1923 – Gamla gatans karneval
- 1924 – Löjen och tårar

### Producent
- 1923 – Janne Modig
- 1923 – Gamla gatans karneval

### Redaktör
- Filmkuriren. Stockholm: Filmkuriren. 1924-1924. Libris 9679544
- Sveriges servitriser / under red. av Bror Abelli och Karl Otto Zamore. Stockholm: Biografiska bokförl.-ab. 1942. Libris 1429952